# Axel Zeitler
Jochen Axel Zeitler (* im 20. Jahrhundert) ist ein deutscher Chemiker. Er lehrt als Professor für Microstructure Engineering an der University of Cambridge.

## Leben und Wirken
Axel Zeitler studierte an der Julius-Maximilians-Universität Würzburg und legte dort das Staatsexamen ab. In Würzburg wurde er Mitglied im Corps Franconia Würzburg. Im Jahr 2007 promovierte Zeitler an der School of Pharmacy der University of Otago in Neuseeland. Seit 2010 ist er Professor für Microstructure Engineering am Department of Chemical Engineering and Biotechnology an der University of Cambridge. Dort leitet er die Terahertz Applications Group.